# توماس تاونزند براون
 توماس تاونزند براون (انگلیسی: Thomas Townsend Brown؛ زاده ۱۸ مارس ۱۹۰۵ درگذشته ۲۲ اکتبر ۱۹۸۵) یک فیزیک‌دان اهل ایالات متحده آمریکا بود. 